# Шадни
Шадни (лак. Шадун) — село Дахадаевского района Дагестана. Входит в Цизгаринский сельсовет.

## География
Село находится на высоте 1185 м над уровнем моря. Ближайшие населённые пункты — Уркарах, Бускри, Чишили, Меусиша, Цураи, Цизгари, Дибгаши, Викри, Гунакари, Калкни.

## Население
| 1888 | 1895 | 1926 | 1939 | 1970 | 1989 | 2002 |
| ---- | ---- | ---- | ---- | ---- | ---- | ---- |
| 159  | ↘158 | ↗179 | ↘81  | ↗227 | ↗290 | ↗342 |
| 2010 | 2021 |      |      |      |      |      |
| ↘300 | ↗318 |      |      |      |      |      |

В селе живут лакцы. Литературным языком шаднинцев является даргинский язык.
Согласно архивному документу 1888 года, шаднинцы принадлежат к даргинцам.

## История
Жители Шадни ведут своё происхождение от лакцев села Сукиях (лак. Ссухъиящи), село было основано ими в XVIII веке.
Судя по куфическим надписям XIV века, найденным на территории села, до переселения лакцев здесь было какое-то даргинское селение.
П.К. Услар в предисловии к монографии «Хюркилинский язык» упоминает о Шадни, состоящем из 15 дворов, как об ауле, «жители которого говорят на лакском языке. Аул этот в давние времена был основан беглецами казикумухскими, обратившимися к покровительству Уцмия».
В 1873 году через аул проехал путешественник Владимир Вилльер де Лиль-Адам. Село он описывает следующим образом:
Надъ ущельемъ, состоящимъ изъ двухъ уступовъ, изъ которыхъ нижній, узкой и извилистый, густо заросъ кустарникомъ, а верхній значительно разширяется, лежатъ Шадни. На упомянутомъ выше склонѣ растутъ дикія груши